# Convent de Sant Francesc (Palma)
L'església i claustre de Sant Francesc forma uns dels millors conjunts arquitectònics de Palma. El convent va ser fundat el 1232, però el 1281 va canviar d'ubicació i es va construir l'edifici actual. Protegit per Jaume II de Mallorca, hi va prendre els hàbits el seu fill Jaume.

## Història
Durant els segles xiii i xiv la comunitat de Sant Francesc va tenir molta influència en la vida cultural mallorquina. Al llarg del temps hi van estudiar personatges destacats com fra Juníper Serra. El 1832 va passar a mans civils, i va tenir diversos usos fins que el 1906 va tornar als franciscans, que l'han recuperat com a centre de culte i hi han obert una escola i un centre cultural.

## Edifici

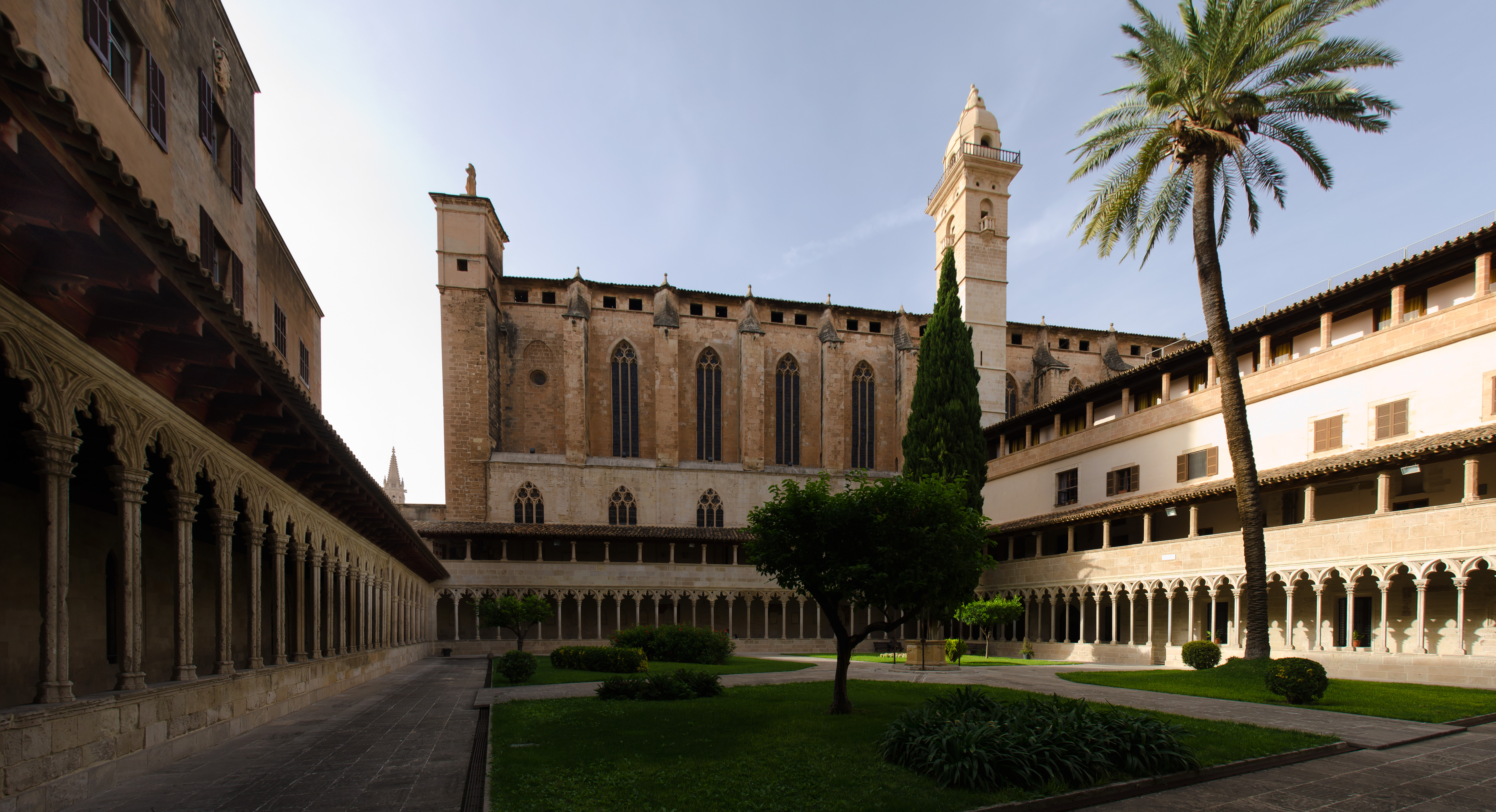
Claustre

L'església, construïda entre el 1281 i el 1317, té una única nau d'estil gòtic català; hi ha vuit capelles laterals i un absis poligonal amb capelles adossades, les últimes de les quals es van afegir entre el 1445 i el 1670. A l'interior destaca el retaule major, obra barroca de Joan d'Aragó; el cor, del segle xv, i el sepulcre de Ramon Llull, a la capella situada a l'esquerra del presbiteri, obra de Francesc Sagrera (1478).
La façana, reconstruïda al segle xvii, és llisa; obra de Francesc Herrera (1697), hi destaca el portal barroc, amb el timpà i el rosetó, obra del vidrier Pere Comas.
Adossat a l'església hi ha el claustre, construït entre els segles xiv i xvii, que forma un conjunt de gran bellesa en el qual destaquen les fines columnes i els arcs lobulats. La galeria nord n'és la més antiga; la galeria occidental, adossada a l'església, i la meridional són de construcció més recent, del segle xv. Les galeries superiors són dels segles xvi i xvii.